# Ігнац Бубіс
Ігнац Бубіс (нім. Ignatz Bubis) — німецький бізнесмен, політик (FDP). З 1992 року до своєї смерті у 1999 році він був президентом Центральної ради євреїв Німеччини. Бубіса поховали за його власним бажанням на кладовищі Кіріат-Шауль у Тель-Авіві не тому, що він не відчував зв'язку з Німеччиною, а тому, що побоювався, що на його могилу можуть бути здійснені напади неонацистів, як це було у випадку з могилою Гайнца Галінскі.